# Fialho Isaac
Manuel Fialho Isaac (ur. 26 stycznia 1960) – portugalski przedsiębiorca i samorządowiec, poseł do Zgromadzenia Republiki XII kadencji. 

## Życiorys
Pochodzi z Caldas da Rainha. Z zawodu jest przedsiębiorcą, był dyrektorem, właścicielem i współwłaścicielem spółek prywatnych. Aktywny w samorządzie lokalnym: sprawował funkcję sekretarza rady gminy Santa Catarina, następnie zaś wszedł w skład rady gminy Santa Catarina i rady miejskiej Caldas da Rainha. W wyborach w 2011 uzyskał miejsce poselskie w Zgromadzeniu Republiki XII kadencji jako przedstawiciel okręgu Leiria – do parlamentu wszedł po zawieszeniu mandatu przez Assunção Cristas.
Żonaty, ma córkę. 